# Виљаермоса
Виљаермоса (шп. Villahermosa) је град у Мексику у савезној држави Табаско. Према процени из 2005. у граду је живело 335.778 становника.

## Становништво
Према подацима са пописа становништва из 2010. године, град је имао 353.577 становника.
| 1990.   | 1995.   | 2000.   | 2005.   | 2010.   |
| ------- | ------- | ------- | ------- | ------- |
| 261.231 | 301.238 | 330.846 | 335.778 | 353.577 |

## Партнерски градови
- Сан Бернардино
- Коацакоалкос